# Huvudsats
En huvudsats är en syntaktiskt självständig sats, som ensam kan utgöra ett informativt eller krävande yttrande. En sats som inte är syntaktiskt självständig kallas i stället för bisats. 
| Jag vill att du ska komma |
| Huvudsats                 |

| Jag vill | att du ska komma. |
|          | Bisats            |

Man kan prova om en sats är en huvudsats eller bisats genom att sätta in ett satsadverbial, såsom inte, i satsen. Om det kommer efter predikatet (P) är det en huvudsats. Om det däremot kommer före predikatet är det en bisats. BIFF-regeln: I en Bisats kommer Inte Före det Finita verbet, det vill säga verbet som böjts.

## Exempel
Gunnar sjunger, när han duschar.
Gunnar sjunger inte, när han inte duschar.
Exempel med både finit och infinit verb
Shirin ska laga brunch, eftersom hon har sovit länge.
Shirin ska inte laga brunch, eftersom hon inte har sovit länge.
Huvudsatsen kan vara deklarativ, i form av ett påstående: Jag är här. Huvudsatsen kan också vara interrogativ i form av en fråga med antingen frågeord: Vem är du? eller som ja/nej-fråga: Är det du?. En tredje typ av huvudsats är den expressiva: Vad fin du är!